# Moussoro
Moussoro (en árabe: موسورو‎) es una ciudad de Chad, capital de la región de Barh El Gazel y del departamento de Barh El Gazel Sur. Está situada a 300 km al norte de la capital del país, Yamena, y contaba con 16.349 habitantes (2009). Es un importante centro comercial y de comunicaciones del centro del país, contando con un aeropuerto en sus cercanías. Además en la localidad se encuentra la segunda residencia del presidente del país.